# Formel 1 2013
Formel 1 2013 var den 64. sæson af FIA's Formel 1-verdensmesterskab. Det var det sidste år med 2,4 liters V8-motorer, som fra og med 2014-sæsonen blev erstattet af en mere miljøvenlig og brændstofeffektiv 1,6 liters V6-motor med turbo.
Kørermesterskabet blev vundet af Sebastian Vettel, som tog sit fjerde mesterskab i træk, og konstruktørtitlen gik til Red Bull, også for fjerde år i træk.

## Opsummering af sæsonen

### Løbskalender og resultatsammendrag
Under Ungarns Grand Prix 2012 udtalte Bernie Ecclestone, at 2013-kalenderen ville bestå af 20 løb, og at den hovedsagelig ville være lig 2012-kalenderen. Den foreløbige kalenderen blev offentliggjort under Singapores Grand Prix 2012, og den blev godkendt af FIA 28. september 2012.
Den godkendte kalender indeholdt også Amerikas Grand Prix, et nyt løb som skulle køres på en gadebane i New Jersey. Efter at det blev klart at banen ikke ville være klar i tide blev løbet udsat til 2014, og løbskalenderen for 2013 blev dermed reduceret til 19 løb. Senere offentliggjorde FIA World Motorsports Council at en 20. runde ville blive inkluderet på en bane i Europa, afhængig af udfaldet af forhandlinger mellem Bernie Ecclestone og arrangørerne. I februar offentliggjorde Ecclestone imidlertid at det ikke var lykkedes at få en aftale i stand om et nyt løb, og at sæsonen dermed ville blive på 19 løb.
| Runde | Løb                        | Dato          | Bane               | Vinder           | Konstruktør      | Pole position    | Hurtigste omgang  | Rapport |
| ----- | -------------------------- | ------------- | ------------------ | ---------------- | ---------------- | ---------------- | ----------------- | ------- |
| 1     | Australiens Grand Prix     | 17. marts     | Melbourne          | Kimi Räikkönen   | Lotus-Renault    | Sebastian Vettel | Kimi Räikkönen    | Rapport |
| 2     | Malaysias Grand Prix       | 24. marts     | Sepang             | Sebastian Vettel | Red Bull-Renault | Sebastian Vettel | Sergio Pérez      | Rapport |
| 3     | Kinas Grand Prix           | 14. april     | Shanghai           | Fernando Alonso  | Scuderia Ferrari | Lewis Hamilton   | Sebastian Vettel  | Rapport |
| 4     | Bahrains Grand Prix        | 21. april     | Bahrain            | Sebastian Vettel | Red Bull-Renault | Nico Rosberg     | Sebastian Vettel  | Rapport |
| 5     | Spaniens Grand Prix        | 12. maj       | Barcelona          | Fernando Alonso  | Scuderia Ferrari | Nico Rosberg     | Esteban Gutiérrez | Rapport |
| 6     | Monacos Grand Prix         | 26. maj       | Circuit de Monaco  | Nico Rosberg     | Mercedes         | Nico Rosberg     | Sebastian Vettel  | Rapport |
| 7     | Canadas Grand Prix         | 9. juni       | Montreal           | Sebastian Vettel | Red Bull-Renault | Sebastian Vettel | Mark Webber       | Rapport |
| 8     | Storbritanniens Grand Prix | 30. juni      | Silverstone        | Nico Rosberg     | Mercedes         | Lewis Hamilton   | Mark Webber       | Rapport |
| 9     | Tysklands Grand Prix       | 7. juli       | Nürburgring        | Sebastian Vettel | Red Bull-Renault | Lewis Hamilton   | Fernando Alonso   | Rapport |
| 10    | Ungarns Grand Prix         | 28. juli      | Hungaroring        | Lewis Hamilton   | Mercedes         | Lewis Hamilton   | Mark Webber       | Rapport |
| 11    | Belgiens Grand Prix        | 25. august    | Spa-Francorchamps  | Sebastian Vettel | Red Bull-Renault | Lewis Hamilton   | Sebastian Vettel  | Rapport |
| 12    | Italiens Grand Prix        | 8. september  | Monza              | Sebastian Vettel | Red Bull-Renault | Sebastian Vettel | Lewis Hamilton    | Rapport |
| 13    | Singapores Grand Prix      | 22. september | Marina Bay         | Sebastian Vettel | Red Bull-Renault | Sebastian Vettel | Sebastian Vettel  | Rapport |
| 14    | Koreas Grand Prix          | 6. oktober    | Yeongam            | Sebastian Vettel | Red Bull-Renault | Sebastian Vettel | Sebastian Vettel  | Rapport |
| 15    | Japans Grand Prix          | 13. oktober   | Suzuka             | Sebastian Vettel | Red Bull-Renault | Mark Webber      | Mark Webber       | Rapport |
| 16    | Indiens Grand Prix         | 27. oktober   | Buddh              | Sebastian Vettel | Red Bull-Renault | Sebastian Vettel | Kimi Räikkönen    | Rapport |
| 17    | Abu Dhabis Grand Prix      | 3. november   | Yas Marina Circuit | Sebastian Vettel | Red Bull-Renault | Mark Webber      | Fernando Alonso   | Rapport |
| 18    | USA's Grand Prix           | 17. november  | Austin             | Sebastian Vettel | Red Bull-Renault | Sebastian Vettel | Sebastian Vettel  | Rapport |
| 19    | Brasiliens Grand Prix      | 24. november  | Interlagos         | Sebastian Vettel | Red Bull-Renault | Sebastian Vettel | Mark Webber       | Rapport |

### Kalenderændringer
- I henhold til aftalen mellem Nürburgring og Hockenheimring om at skiftes til at arrangere Tysklands Grand Prix hvert andet år, som blev etableret i 2008, var det Nürburgring som skulle arrangere løbet i 2013. Men Nürburgring havnede i finansielle problemer, og der var længe uvist hvilken bane som skulle arrangere Tysklands Grand Prix i 2013.[9][10] Løbet blev senere flyttet to uger frem for at lave en åbning i kalenderen for et ekstra løb i Europa.[11] 31. januar 2013 blev det offentliggjort at der var indgået en aftale om at løbet skulle køres på Nürburgring.[12]
- Spaniens Grand Prix vil skifte mellem Circuit de Catalunya i Barcelona og Valencia Street Circuit i Valencia, i et lignende løbsdelingsformat som har været benyttet af Nürburgring og Hockenheimring. Europas Grand Prix, som har været kørt i Valencia siden 2008, vil udgå.[2] Circuit de Catalunya vil starte cyklussen med at arrangere Spaniens Grand Prix i 2013.[13]
- Under World Motor Sport Councils møde i december 2012 bad arrangørerne af USA's Grand Prix om en ændring i datoen for USA's Grand Prix 2013, for at undgå kollision med en samtidig fodboldkamp i Austin.[14]

## Konstruktører og kørere
Følgende konstruktører og kørere kørte i 2013-sæsonen. Listen blev oprindelig præsenteret med forbehold om ratificering af en ny Concordeaftale. Under Malaysias Grand Prix 2012 offentliggjorde Bernie Ecclestone at «majoriteten» af teams som deltog i 2012-sæsonen havde godtaget aftalen for 2013, men han gav ingen indikationer på hvilke teams som eventuelt modsatte sig den nye Concordeaftale. Under Storbritanniens Grand Prix 2012 udtalte Ecclestone at alle teams «i princippet» havde godtaget vilkårene i den nye Concordeaftale, og det endelige udkast til den nye Concordeaftale blev præsenteret for teamsene forud for Indiens Grand Prix 2012.
| Team                          | Konstruktør          | Chassis | Motor             | Dæk | Nr. | Kører               | Runder | Testkørere                                   |
| ----------------------------- | -------------------- | ------- | ----------------- | --- | --- | ------------------- | ------ | -------------------------------------------- |
| Infiniti Red Bull Racing      | Red Bull-Renault     | RB9     | Renault RS27-2013 | P   | 1   | Sebastian Vettel    | Alle   | N/A                                          |
| Infiniti Red Bull Racing      | Red Bull-Renault     | RB9     | Renault RS27-2013 | P   | 2   | Mark Webber         | Alle   | N/A                                          |
| Scuderia Ferrari              | Ferrari              | F138    | Ferrari Type 056  | P   | 3   | Fernando Alonso     | Alle   | N/A                                          |
| Scuderia Ferrari              | Ferrari              | F138    | Ferrari Type 056  | P   | 4   | Felipe Massa        | Alle   | N/A                                          |
| Vodafone McLaren Mercedes     | McLaren-Mercedes     | MP4-28  | Mercedes FO 108F  | P   | 5   | Jenson Button       | Alle   | N/A                                          |
| Vodafone McLaren Mercedes     | McLaren-Mercedes     | MP4-28  | Mercedes FO 108F  | P   | 6   | Sergio Pérez        | Alle   | N/A                                          |
| Lotus F1 Team                 | Lotus-Renault        | E21     | Renault RS27-2013 | P   | 7   | Kimi Räikkönen      | 1–17   | N/A                                          |
| Lotus F1 Team                 | Lotus-Renault        | E21     | Renault RS27-2013 | P   | 7   | Heikki Kovalainen   | 18–19  | N/A                                          |
| Lotus F1 Team                 | Lotus-Renault        | E21     | Renault RS27-2013 | P   | 8   | Romain Grosjean     | Alle   | N/A                                          |
| Mercedes AMG Petronas F1 Team | Mercedes             | F1 W04  | Mercedes FO 108F  | P   | 9   | Nico Rosberg        | Alle   | N/A                                          |
| Mercedes AMG Petronas F1 Team | Mercedes             | F1 W04  | Mercedes FO 108F  | P   | 10  | Lewis Hamilton      | Alle   | N/A                                          |
| Sauber F1 Team                | Sauber-Ferrari       | C32     | Ferrari Type 056  | P   | 11  | Nico Hülkenberg     | Alle   | N/A                                          |
| Sauber F1 Team                | Sauber-Ferrari       | C32     | Ferrari Type 056  | P   | 12  | Esteban Gutiérrez   | Alle   | N/A                                          |
| Sahara Force India F1 Team    | Force India-Mercedes | VJM06   | Mercedes FO 108F  | P   | 14  | Paul di Resta       | Alle   | James Calado                                 |
| Sahara Force India F1 Team    | Force India-Mercedes | VJM06   | Mercedes FO 108F  | P   | 15  | Adrian Sutil        | Alle   | James Calado                                 |
| Williams F1 Team              | Williams-Renault     | FW35    | Renault RS27-2013 | P   | 16  | Pastor Maldonado    | Alle   | N/A                                          |
| Williams F1 Team              | Williams-Renault     | FW35    | Renault RS27-2013 | P   | 17  | Valtteri Bottas     | Alle   | N/A                                          |
| Scuderia Toro Rosso           | Toro Rosso-Ferrari   | STR8    | Ferrari Type 056  | P   | 18  | Jean-Éric Vergne    | Alle   | Daniil Kvjat                                 |
| Scuderia Toro Rosso           | Toro Rosso-Ferrari   | STR8    | Ferrari Type 056  | P   | 19  | Daniel Ricciardo    | Alle   | Daniil Kvjat                                 |
| Caterham F1 Team              | Caterham-Renault     | CT03    | Renault RS27-2013 | P   | 20  | Charles Pic         | Alle   | Ma Qinghua Heikki Kovalainen Alexander Rossi |
| Caterham F1 Team              | Caterham-Renault     | CT03    | Renault RS27-2013 | P   | 21  | Giedo van der Garde | Alle   | Ma Qinghua Heikki Kovalainen Alexander Rossi |
| Marussia F1 Team              | Marussia-Cosworth    | MR02    | Cosworth CA2013   | P   | 22  | Jules Bianchi       | Alle   | Rodolfo González                             |
| Marussia F1 Team              | Marussia-Cosworth    | MR02    | Cosworth CA2013   | P   | 23  | Max Chilton         | Alle   | Rodolfo González                             |